# Phạm Sư Mạnh (phường)
Phường Phạm Sư Mạnh là một phường thuộc thành phố Hải Phòng.

## Địa lý
Phường Phạm Sư Mạnh có vị trí địa lý:
- Phía bắc giáp phường Nhị Chiểu.
- Phía nam giáp phường Trần Liễu.
- Phía đông giáp phường Kinh Môn.
- Phía tây giáp phường Bắc An Phụ.

## Lịch sử
Địa giới phường Phạm Sư Mạnh trước đây đa phần thuộc thị xã Kinh Môn, tỉnh Hải Dương.
Ngày 12 tháng 6 năm 2025, Quốc hội ban hành Nghị quyết số 202/2025/QH15 về việc sắp xếp đơn vị hành chính cấp tỉnh (nghị quyết có hiệu lực từ ngày 12 tháng 6 năm 2025). Theo đó, sáp nhập tỉnh Hải Dương vào thành phố Hải Phòng. Khu vực thành lập phường Phạm Sư Mạnh thuộc thành phố Hải Phòng.
Ngày 16 tháng 6 năm 2025, Ủy ban Thường vụ Quốc hội bàn hành Nghị quyết sắp xếp các đơn vị hành chính cấp xã thuộc thành phố Hải Phòng năm 2025. Theo đó, sắp xếp toàn bộ diện tích tự nhiên, quy mô dân sốcủa các phường Phạm Thái, An Sinh và Hiệp Sơn thành phường mới có tên gọi là phường Phạm Sư Mạnh.
Căn cứ theo đề án sắp xếp đơn vị hành chính cấp xã của thành phố Hải Phòng năm 2025, phường Phạm Sư Mạnh được thành lập từ:
- Toàn bộ diện tích tự nhiên là 9,77 km², quy mô dân số là 9.554 người của phường Phạm Thái;
- Toàn bộ diện tích tự nhiên là 5,41 km², quy mô dân số là 6.155 người của phường An Sinh;
- Toàn bộ diện tích tự nhiên là 7,16 km², quy mô dân số là 9.210 người của phường Hiệp Sơn.

Phường Phạm Sư Mạnh có diện tích tự nhiên là 22,34 km² (đạt 406,12 so với tiêu chuẩn) và quy mô dân số là 24.919 người (đạt 118,66% so với tiêu chuẩn).
Về tên gọi, phường lấy tên vị quan Phạm Sư Mạnh thời nhà Trần, là người có quê gốc tại khu vực thành lập phường này.